# Cléo e Daniel
Cléo e Daniel é um filme brasileiro de 1970, do gênero drama, dirigido por Roberto Freire, com roteiro baseado em obra homônima do diretor.

## Sinopse
O filme retrata o impossível caso de amor entre um casal de jovens sensíveis e desajustados.

## Elenco
- John Herbert… Rudolf Fluegel
- Irene Stefânia … Cléo
- Chico Aragão… Daniel
- Rodrigo Santiago … Marcos
- Haroldo Costa … Benjamin
- Myrian Muniz … Gaby
- Sílvio Rocha … pai de Daniel
- Lélia Abramo … mãe de Daniel
- Fernando Baleroni … pai de Cléo
- Beatriz Segall.... mãe de Cléo
- Zezé Motta...Cliente do Bar Viajantes
- Ferreira Leite … Júlio
- Sônia Braga… Sandra
- Sadi Cabral… Cardeal
- Sílvio Zilbert … doutor